# Jamaceratops
Jamaceratops (Yamaceratops) to opisany w 2006 roku, prymitywny neoceratops, którego szkielet wydobyto z kredowych skał w Mongolii.

## Pokrewieństwo i budowa
Jest on krewnym liaoceratopsa, czaojangzaura i archeoceratopsa. Szkielet dinozaura znajduje się w American Museum Novitates. Nie osiągał on zbyt dużych rozmiarów i jest zarazem jednym z najmniejszych dinozaurów rogatych (mniejszy był tylko mikroceratus). W przeciwieństwie do innych ceratopsów „prakryza” Yamaceratops zbudowana była z kości łuskowej. Cechą charakterystyczną jamaceratopsa są także płytkie zagłębienia w kryzie, z których u późniejszych ceratopsów wykształciły się tzw. okna. Zwierzę to było czworonożne. W razie niebezpieczeństwa uciekało prawdopodobnie na tylnych kończynach. Podobnie jak inne ceratopsy, jamaceratops, żywił się twardymi pędami roślin. Mocny dziób służył mu do cięcia roślin, a zęby w tylnej części szczęk szatkowały pokarm na drobną miazgę.

## Dane ogólne
Długość: 1 m,
Wysokość: 0,35 m,
Masa: 3 kg,
Czas: 111-99 MLT,
Miejsce: Mongolia (Pustynia Gobi)
Klasyfikacja:
Ornithischia→Genasauria→Cerapoda→Heterodontosauriformes→Marginocephalia→Ceratopsia→Neoceratopsia

## Spis gatunków
Yamaceratops dorngobiensis Makovicky & Norell, 2006